# Cosme Rennella
Cosimo Rennella, noto in Ecuador come Cosme Rennella Barbatto (Napoli, 15 febbraio 1890 – Quito, 3 maggio 1937), è stato un aviatore italiano, asso della prima guerra mondiale.

## Biografia
Nacque a Secondigliano, oggi quartiere di Napoli, all'epoca Comune autonomo, il 15 febbraio 1890, da Salvatore Rennella Andretta e da Enrichetta Barbato, ma crebbe a Guayaquil, in Ecuador, dove la famiglia si era trasferita nel 1892. Considerò sempre l'Ecuador la sua patria al pari dell'Italia, anche se non risulta che abbia mai assunto la cittadinanza ecuadoriana.
Nel 1912 venne inviato in Italia dal Club Guayas de Tiro y Aviaciòn, perché conseguisse il brevetto di volo, che ottenne presso la scuola di Mirafiori (Torino). Rientrato in Sudamerica in novembre, in dicembre sostò a Panama, ove compì una dimostrazione di volo sorvolando la città. Nel 1913 tornò in Italia, ove acquistò un aereo Chiribiri, con il quale, l'8 ottobre, compì il primo volo nazionale ecuadoriano.
Allo scoppio della prima guerra mondiale, Rennella si arruolò nel Corpo Aeronautico: fu assegnato prima a squadriglie di ricognizione (al 1º gennaio 1917 è Sergente pilota nella 45ª Squadriglia), poi, nell'agosto del 1917, alla 78ª Squadriglia caccia. Compì numerosi abbattimenti, dei quali ne vennero confermati sette, il che lo colloca quindi nel novero degli assi italiani.
Smobilitato nel 1919, compì dimostrazioni di volo in Venezuela, gettando le basi della locale aviazione militare. Rimase in questo Stato sino al 1924, come istruttore di volo e pilota personale del presidente Gòmez. Nel 1924 fu inquadrato nella nascente Fuerza Aérea Ecuatoriana con il grado di capitano: si prodigò per il suo potenziamento, per sviluppare l'aviazione civile e la fotografia dal cielo
a scopi cartografici.
Morì a Quito di broncopolmonite il 3 maggio 1937, reduce da un raduno di piloti negli Stati Uniti.